# Örö Sankor
Örö Sankor este o arie protejată (arie specială de conservare — SAC, sit de importanță comunitară — SCI) din Suedia întinsă pe o suprafață de 1.076,7 ha, integral pe uscat.

## Localizare
Centrul sitului Örö Sankor este situat la coordonatele 57°35′40″N 16°49′03″E / 57.5944°N 16.8174°E.

## Înființare
Situl Örö Sankor a fost declarat sit de importanță comunitară în decembrie 1998 pentru a proteja 1 specie de animale. Situl a fost protejat și ca arie specială de conservare în martie 2011.

## Biodiversitate
Situată în ecoregiunile boreală și marină baltică, aria protejată conține 2 habitate naturale: Recifuri, Insulițe și insule mici din Baltica boreală.
La baza desemnării sitului se află o specie protejată de  mamifere: Halichoerus grypus.